# Штейндль, Имре
И́мре Штейндль (венг. Steindl Imre; 29 октября 1839, Пешт — 31 августа 1902, Будапешт) — венгерский архитектор. Получил образование в Техническом университете в Будапеште и венской Академии художеств. Член Венгерской академии наук. Специализировался на готической архитектуре и широко использовал свои познания в собственных работах, в частности, в проекте здания венгерского парламента. По проекту Имре Штейндля в 1870—1875 годах была построена Новая ратуша объединённого Будапешта.
Главное творение архитектора — здание парламента Венгрии, построенное в период с 1885 по 1904 годы. Имре Штейндль не дожил пяти недель до торжественного открытия своего детища, которое состоялось в 1902 году (до 1904 года продолжались отделочные работы). Похоронен он на кладбище Керепеши в Будапеште.